# 有森正和
有森 正和（ありもり まさかず）は日本の実業家。スカイマーク代表取締役社長、エアアジア・ジャパン取締役副社長を経て、アイキューブドシステムズ取締役最高財務責任者。

## 人物・経歴
岡山県出身。1979年神戸大学法学部卒業、日興証券入社。1980年日本合同ファイナンス（現ジャフコ）入社。2004年スカイマーク執行役員。2005年取締役。
2010年常務。2014年取締役。
2015年スカイマーク代表取締役社長に昇格し、破綻した同社の民事再生手続を開始。佐山展生率いる投資ファンドインテグラルからの支援を受け入れを行った。同年エアアジア・ジャパン最高財務責任者。 エアアジア・ジャパン取締役副社長を経て、2018年アイキューブドシステムズ取締役最高財務責任者。リーフラス株式会社社外取締役